# Cour d'appel des États-Unis pour le dixième circuit
La cour d’appel des États-Unis pour le dixième circuit (United States Court of Appeals for the Tenth Circuit), sise à Denver, est une Cour d'appel fédérale américaine, devant laquelle sont interjetés les appels en provenance des 8 Cours de district (United States District Court) suivantes :
| États           | Districts          | Nombre de Comté    | Comtés |
| --------------- | ------------------ | ------------------ | --- |
| Colorado        | Totalité de l'État | Totalité de l'État | Totalité de l'État |
| Kansas          | Totalité de l'État | Totalité de l'État | Totalité de l'État |
| Nouveau-Mexique | Totalité de l'État | Totalité de l'État | Totalité de l'État |
| Oklahoma        | est                | 26                 | Adair, Atoka, Bryan, Carter, Cherokee, Choctaw, Coal, Haskell, Hughes, Johnston, Latimer, Le Flore, Love, Marshall, McCurtain, McIntosh, Murray, Muskogee, Okfuskee, Okmulgee, Pittsburg, Pontotoc, Pushmataha, Seminole, Sequoyah et Wagoner. |
| Oklahoma        | ouest              | 40                 | Alfalfa, Beaver, Beckham, Blaine, Caddo, Canadian, Cimarron, Cleveland, Comanche, Cotton, Custer, Dewey, Ellis, Garfield, Garvin, Grady, Grant, Greer, Harmon, Harper, Jackson, Jefferson, Kay, Kingfisher, Kiowa, Lincoln, Logan, Major, McClain, Noble, Oklahoma, Payne, Pottawatomie, Roger Mills, Stephens, Texas, Tillman, Washita, Woods et Woodward. |
| Oklahoma        | nord               | 11                 | Craig, Creek, Delaware, Mayes, Nowata, Osage, Ottawa, Pawnee, Rogers, Tulsa et Washington. |
| Utah            | Totalité de l'État | Totalité de l'État | Totalité de l'État |
| Wyoming         | Totalité de l'État | Totalité de l'État | Totalité de l'État |